# Punch (Distrikt, Indien)
Der Distrikt Punch (auch Poonch; Urdu ضلع پونچھ, Hindi पुंछ ज़िला) ist ein Verwaltungsdistrikt im indischen Unionsterritorium Jammu und Kashmir. 
Der Distrikt wird im Westen und Norden von der Line of Control (LoC) begrenzt. 1947/48 wurde der damalige Distrikt Punch im Krieg zwischen Indien und Pakistan geteilt.

## Verwaltung
Der Verwaltungssitz des Distrikts ist die Stadt Punch. Der Distrikt ist in acht Tehsils aufgeteilt: Haveli, Mandi, Mendhar, Surankote, Chandak, Mankote, Balakote und Bufliaz.
Der Distrikt ist weiterhin in sechs Blöcke gegliedert: Punch, Mandi, Mendhar, Balakote, Surankote and Buffliaz. Jeder Block besteht aus einer Reihe von Panchayats.

## Wirtschaft und Politik
2006 nannte das Ministry of Panchayati Raj Punch auf einer Liste der 250 am wenigsten entwickelten Distrikte Indiens. Der Distrikt ist einer von drei in Jammu und Kashmir, die Geldmittel aus dem Backward Regions Grant Fund Programme (BRGF) erhalten.
Der Distrikt hat drei Wahlkreise: Surankote, Mendhar und Poonch Haveli.

## Bevölkerung
Nach der Volkszählung von 2011 hatte der Distrikt 476.835 Einwohner. Damit lag er auf Rang 549 von 640 Distrikten in Indien. Die Bevölkerungsdichte beträgt 285 Einwohner pro Quadratkilometer. Der Bevölkerungszuwachs von 2001 bis 2011 betrug 27,97 %. Die Geschlechterverteilung betrug 893 Frauen auf 1000 Männer. Die Alphabetisierungsrate lag bei 66,74 %. 87 % der Einwohner waren Muslime.
Zu den ethnischen Gruppen des Distrikts gehören Gujjar, Bakerwal, Pahari, Punjabi, Kashmiri und Rajputen. Die Gujjar leben meistens an den Hängen der Berge, wo sie kleine Ackerflächen bewirtschaften und Vieh halten. Die Bakerwal sind ein nomadisches Volk. Gujjar und Bakerwal sprechen Gojri, während der Rest der Bevölkerung mit Ausnahme der Kashmiri Pahari/Poonchi spricht. Die gemeinsame Sprache ist eine wichtige Verbindung der verschiedenen Volksgruppen.

## Verkehr
Ein Bus, der Punch mit Rawalakot über die LoC verbindet, ist ein wichtiger Beitrag zum Frieden in der umstrittenen Region.
Die indische Armee unterhält einen Flugplatz, der fast ausschließlich von Armeeflugzeugen benutzt wird.

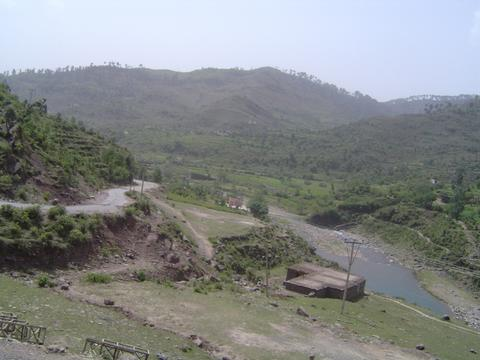
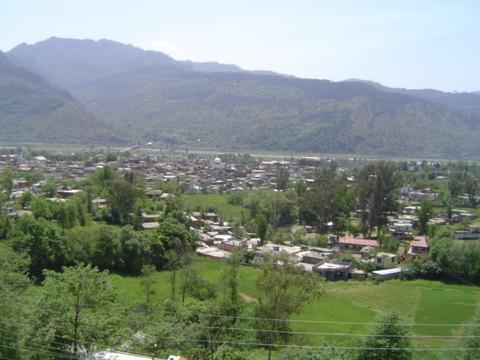
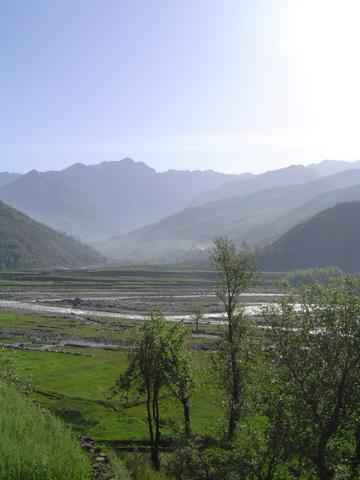